# Maze
Więzienie Maze (irl. An Cheis Fhada) – specjalnie zbudowane więzienie w Long Kesh na przedmieściach Lisburn w Północnej Irlandii, gdzie w jednym ze skrzydeł budynku trzymano skazanych członków IRA, a w drugim członków protestanckich organizacji paramilitarnych np. (UVF, UDA, UFF). Miejsce protestów i strajków głodowych działaczy i terrorystów z IRA walczących o status więźnia politycznego (zobacz film „Głód”).